# Хомологни ред
Хомологни ред (хомологни низ) је скуп хемијских једињења чији се суседни чланови разликују за по једну групу. Као пример за хомологни ред могу се узети алкани код којих се сваки суседни члан разликује за по једну 2 групу). Чланови хомологног реда називају се хомолозима.
Хомологни низ сваке врсте угљоводоника почиње са једињењима која имају најмање угљеникових атома и уопште  група. На пример хомологни ред алкана, чија је општа формула , почиње са метаном , па следи етан  итд.
| Хомологна врста      | Општа формула | Пример | Функционална група |  |
| алкани               |               |        | -                  |  |
| алкили (радикали)    |               |        | -                  |  |
| алкени               | Cn            | C2     | C=C                |  |
| alkini               |               |        |                    |  |
| циклоалкани          |               |        | -                  |  |
| циклоалкени          |               |        |                    |  |
| циклоалкини          |               |        |                    |  |
| алкохоли             |               |        |                    |  |
| алдехиди             |               |        |                    |  |
| карбоксилне киселине |               |        |                    |  |
| угљени хидрати       |               |        | -                  |  |
| фосфани              |               | -      | -                  |  |
| силани               |               | -      | -                  |  |
| борани               |               | -      | -                  |  |

Напомена:
(*) Фосфани: n = природни број, m = 2, 0, -2, -4, -6...:

(**) Борани: n, m = природни број